# الفتح الرباني والفيض الرحماني
الفتح الرباني والفيض الرحماني، أحد أبرز الكتب في التصوف للإمام عبد القادر الجيلاني، والذي جاء ذلك ضمن اثنين وستين مجلساً كان يعقدها عبد القادر الجيلاني في مدرسته، طبع طبعات تجارية عدة وتحقيقات متعددة لعل من أهمها نشرة ماجد عرسان الكيلاني.